# Achille Muratori
Achille Muratori (Budrio, ... – ...; fl. XVI-XVII secolo) è stato un anatomista italiano.

## Biografia
Nacque a Budrio e quindi, per privilegio concesso nel 1388, godeva della cittadinanza bolognese. Si laureò in Filosofia e Medicina all'Università di Bologna nel 1629; nel 1640 ebbe un lettorato di Logica, per tre anni, dopodiché fu incaricato di Medicina pratica e di Anatomia per gli anni 1656 e 1657.